# Шаховське (Ульяновська область)
Шаховське (рос. Шаховское) — село в Павловському районі Ульяновської області Російської Федерації.
Населення становить 581 особу. Входить до складу муніципального утворення Шаховське сільське поселення.

## Історія
Від 2004 року входить до складу муніципального утворення Шаховське сільське поселення.

## Населення
| 2010 |
| ---- |
| 581  |